# السلالة الصفوية
السلالة الصفوية (بالفارسيَّة:  دودمان صفوی) واحدة من أهم السلالات الحاكمة في إيران، وغالبًا تعتبر بداية التاريخ الإيراني الحديث. حكم الشاهات الصفويون (جمع كلمة شاه بمعنى ملك) واحدة من إمبراطوريات البارود. وحكموا أيضًا أحد أعظم الإمبراطوريات الإيرانية بعد القرن السابع من الفَتْحُ الإسْلَامِيُّ لِفَارِسَ، وأنشأوا مدارس الإثني عشريَّة وهي تابعة لدين الإسلام بالمذهب الشيعي باعتباره الديانة الرسمية للإمبراطورية، حيث تعد واحدة من أهم نقاط التحول في التاريخ الإسلامي. يرجع أصل السلالة الصفوية إلى أمر الناس بالتصوف، حيث قد بدأت من مدينة أردبيل في منطقة أذربيجان. فقد كانت سلالة إيرانية من أصل عربي، يعود نسلهم إلى حمزة بن موسى بن جعفر بن محمد بن علي بن الحسين بن علي بن أبي طالب فهم عرب من بني هاشم، لكن خلال حكمهم تزاوج العديد منهم من وجهاء التركمان وجورجيا والشركس واليونان. ثم بدأ الصفويون انطلاقًا من قاعدتهم في أردبيل بفرض سيطرتهم على أجزاء من إيران العظيمة وأكدوا مجددا على هوية المنطقة الإيرانية، وعليه فقد أصبحت أول سلالة نقية حاكمة منذ عهد الإمبراطورية الساسانية للبدء رسميًّا بدولة قومية تعرف بإيران. حكم الصفويون من عام 1501 وحتى 1722م حيث شهدت إصلاحًا سريعًا منذ عام 1729 وحتى 1736م، وعندما بلغت أوج ازدهارها حكمت كل ما يعرف الآن بإيران وجمهورية أذربيجان والبحرين وشرق جورجيا وبعض المناطق الشمالية من القوقاز والعراق والكويت وأفغانستان، بالإضافة إلى أجزاء من تركيا وسوريا وباكستان وتركمنستان وأوزباكستان. بالرغم من زوال مملكتهم عام 1736م، فقد كان الميراث الذي خلفوه ورائهم نهضة لإيران كمعقل اقتصادي بين الشرق والغرب، واعتمدت إقامة دولة فاعلة وبيروقراطية على «الضوابط والموازين» وابتكاراتهم المعمارية واهتمامهم بالفنون الجميلة. ولقد ترك الصفويون أثرهم أيضًا حتى عصرنا الحالي، وذلك من خلال فرض المذهب الاثني عشري في إيران لأغراض سياسية كما هو الحال في معظم مناطق القوقاز والأناضول وبلاد ما بين النهرين.
أصدر إسماعيل الصفوي، مؤسس السلالة الصفوية، مرسومًا على أن مذهب الشيعة الإثني عشرية هي الدين الرسمي للدولة وأمر بإعدام عدد من المثقفين السُنّة الذين رفضوا قبول المذهب الشيعي. واجه غير المسلمين اضطهادًا متكررًا وفي بعض الأحيان أجبروا على التحول القسري إلى الإسلام تحت حُكم السلالة الصفويّة.

## أعلام
- شاهزاده بايزيد
- مير عماد الحسني
- فصيح الدين الهروي
- كليم الكاشاني
- الفيض الكاشاني